# Вінницька психоневрологічна лікарня імені академіка Ющенка
Вінницька психоневрологічна лікарня імені академіка Ющенка (повна назва Комунальне некомерційне підприємство "Вінницька обласна клінічна психоневрологічна лікарня ім. акад. О.І. Ющенка Вінницької обласної ради"), розташована за адресою: м. Вінниця, вул. Пирогова, 109.
Є пам'яткою архітектури та містобудування місцевого значення "Комплекс споруд психіатричної лікарні" (охоронний №20М).

## Історія
У 1889 році, через потребу будівництва сучасної психоневрологічної лікарні для губерній Південно-Західного краю тогочасної Російської імперії, була придбана земельна ділянка на околицях Вінниці. 
Урочистий початок будівництва відбувся 19 вересня 1893 року. Комплекс споруд лікарні був спроектований архітектором Д.К. Пруссаком,  а будівництво проводилось під керівництвом В.П. Кузнєцова, який очолив лікарню, після завершення будівництва у 1897 році.
Побудована у неовізантійському стилі лікарня, була розрахована на 720 ліжок та  мала найсучасніше на той час обладнання; електричне освітлення, власні вентиляцію та каналізацію. Також у лікарні була розгалужена система підвальних приміщень та тунелів, які з’єднували корпусні споруди.
У 1902 році на території комплексу був облаштований парк, який є пам’яткою садово-паркового мистецтва місцевого значення.
Під час нацистської окупації Вінниці частина приміщень лікарні використовувалась для розміщення співробітників та охоронців ставки Гітлера, в інших були розташовані санаторій та офіцерське казино.
Після звільнення Вінниці здійснюється відбудова лікарні, яка була повністю відновлена у 1955 році. Побудовані два нових корпуси; із 2000 року у лікарні відкрита церква преподобного Лаврентія Чернігівського.

## Видатні лікарі, пов'язані із лікарнею
- Кузнєцов Василь Петрович, лікар-психоневролог, перший директор лікарні, яку очолював з 1897 по 1901 рік;

- Ющенко Олександр Іванович, психіатр. У 1936 році заклад названо його ім'ям;

- Країнський Микола Васильович, лікар-психіатр, у 1901 році очолював лікарню;
- Дорошкевич Леон Людвиґович, психіатр, доктор медицини[10];
- Бойно-Родзевич Георгій Георгійович , психіатр, доктор медицини;
- Мізрухін Ісак Аронович, лікар-психіатр, доктор медичних наук[11];
- Альперович Павло Маркович, невролог, доктор медичних наук;
- Кашпіровський Анатолій Михайлович, психотерапевт[12].